# Choroba Farbera
Choroba Farbera (łac. lipogranulomatosis disseminata) – choroba metaboliczna z grupy lizosomalnych, zaburzeń spichrzania.

## Etiologia
Wynika ona z niedoboru enzymu ceramidaza. W związku z tym gromadzeniu ulega jego substrat, ceramid, nierozkładany przez enzym i w związku z tym gromadzony w lizosomach, podobnie jak w przypadku innych chorób lizosomalnych.

## Objawy i przebieg
Choroba Farbera ujawnia się już w pierwszym kwartale życia. Występujące wtedy objawy to zmiany zapalne skóry i złuszczanie łusek barwy brązowej. Pojawiają się nacieki komórek piankowatych, które zmieniają strukturę kości i stawów. W efekcie powstają zniekształcenia. Co więcej, odczyn ziarniniakowy obejmuje także węzły chłonne, serce, płuca i nerki. Zmienia się także głos chorego, stając się ochrypły, nawet do bezgłosu. Obserwuje się zahamowanie rozwoju psychoruchowego.